# Dyskografia Tokio Hotel
Artykuł przedstawia całkowitą dyskografię niemieckiego zespołu muzycznego Tokio Hotel. Składa się na nią siedem albumów studyjnych: trzy niemieckojęzyczne i cztery anglojęzyczne, dwa albumy koncertowe, dwie kompilacje, trzydzieści osiem singli, pięć albumów wideo oraz trzydzieści dziewięć teledysków wydanych przez wytwórnie Universal Music Group, Island Records, Starwatch Music, Epic Records i Cherrytree Records.
Zespół sprzedał w Niemczech ponad 3 miliony albumów, a na świecie ponad 9 milionów.

## Albumy studyjne
| 2005                           | Schrei - Data: 19 września 2005 - Wytwórnia: Island (#060249874154) - Format: CD, digital download         | 1  | 1  | 42 | —  | 36 | 12 | —  | —  | — | 3  | —  | - AUT: 2× platyna - EU: platyna - GER: platyna - FRA: platyna - POL: platyna                 |
| 2007                           | Zimmer 483 - Data: 23 lutego 2007 - Wytwórnia: Island (#0602517230934) - Format: CD, digital download      | 1  | 2  | 13 | —  | 13 | 2  | —  | —  | — | 2  | —  | - AUT: platyna - SWI: złoto - FRA: platyna - POL: złoto - BEL: złoto                         |
| 2007                           | Scream - Data: 1 czerwca 2007 - Wytwórnia: Universal (#060075306725) - Format: CD, digital download        | —  | 27 | 18 | 6  | 27 | 6  | 2  | 6  | 1 | 26 | 39 | - FRA: złoto - GRE: złoto - BEL: złoto                                                       |
| 2009                           | Humanoid - Data: 2 października 2009 - Wytwórnia: Universal - Format: CD, digital download                 | 1  | 8  | 8  | 20 | 9  | 3  | 2  | 2  | 8 | 10 | 35 | - GRE: złoto - SPA: złoto - FRA: złoto - POR: złoto - BEL: złoto - TAI: złoto - ITA: platyna |
| 2014                           | Kings of Suburbia - Data: 3 października 2014 - Wytwórnia: Universal - Format: CD, digital download, LP    | 2  | 8  | 13 | —  | —  | 12 | 5  | 27 | — | 11 | —  |                                                                                              |
| 2017                           | Dream Machine - Data: 3 marca 2017 - Wytwórnia: Starwatch Entertainment - Format: CD, digital download, LP | 5  | 10 | 23 | —  | 30 | 56 | 30 | 28 | — | 15 | —  |                                                                                              |
| 2022                           | 2001 - Data: 18 listopada 2022 - Wytwórnia: Epic - Format: CD, digital download, LP                        | 10 | 45 | 63 | —  | —  | —  | —  | —  | — | 43 | —  |                                                                                              |
| „–” pozycja nie była notowana. | |    |    |    |    |    |    |    |    |   |    |    |                                                                                              |

## Albumy koncertowe
| 2007                           | Zimmer 483 – Live In Europe - Data: 30 listopada 2007 - Wytwórnia: Island (#060075310564) - Format: CD, digital download | — | 67 | 61 | 34 | 34 | 40 | 33 |
| 2010                           | Humanoid City Live - Data: 16 lipca 2010 - Wytwórnia: Island - Format: CD                                                | — | 58 | 25 | 36 | 33 | 74 | 37 |
| „–” pozycja nie była notowana. | |   |    |    |    |    |    |    |

## Kompilacje
| Best Of TH (DE) Best Of TH (ENG) | - Wydany: 13 grudnia 2010 (Wersja niemieckojęzyczna) - Wydany: 14 grudnia 2010 (Wersja anglojęzyczna) - Wytwórnia: Universal - Format: CD, digital download | — | — | — | — | — | — | — | — | 97 | — |
| Darkside of the Sun              | - Wydany: 2011 - Wytwórnia: Universal - Format: CD, digital download                                                                                        | — | — | — | — | — | — | — | — | —  | — |
| „–” pozycja nie była notowana.   | |   |   |   |   |   |   |   |   |    |   |

## Single
| Rok  | Tytuł                                  | Pozycja | Pozycja | Pozycja | Pozycja | Pozycja | Pozycja | Pozycja | Pozycja | Pozycja | Pozycja | Pozycja | Pozycja | Pozycja | Album              |
| Rok  | Tytuł                                  | GER     | AUT     | BEL     | CAN     | DEN     | FIN     | FRA     | ITA     | POR     | SWE     | SWI     | UK      | US      | Album              |
| ---- | -------------------------------------- | ------- | ------- | ------- | ------- | ------- | ------- | ------- | ------- | ------- | ------- | ------- | ------- | ------- | ------------------ |
| 2005 | „Durch den Monsun”                     | 1       | 1       | 6       | –       | –       | –       | –       | –       | –       | –       | 5       | –       | –       | Schrei             |
| 2005 | „Schrei”                               | 5       | 3       | –       | –       | –       | –       | –       | –       | –       | –       | 18      | –       | –       | Schrei             |
| 2006 | „Rette mich”                           | 1       | 1       | –       | –       | –       | –       | –       | –       | –       | –       | 6       | –       | –       | Schrei             |
| 2006 | „Der letzte Tag”                       | 1       | 1       | –       | –       | –       | –       | –       | –       | –       | –       | 7       | –       | –       | Schrei             |
| 2007 | „Übers Ende der Welt”                  | 1       | 1       | 30      | –       | 3       | –       | 5       | –       | –       | –       | 2       | –       | –       | Zimmer 483         |
| 2007 | „Spring nicht”                         | 3       | 7       | –       | –       | 10      | –       | 9       | –       | –       | –       | 21      | –       | –       | Zimmer 483         |
| 2007 | „An deiner Seite (Ich bin da)”         | 2       | 6       | –       | –       | –       | 13      | 2       | –       | –       | –       | –       | –       | –       | Zimmer 483         |
| 2007 | „Monsoon”                              | –       | –       | –       | –       | 14      | –       | 8       | 8       | 1       | 23      | 69      | –       | –       | Scream             |
| 2007 | „Ready, Set, Go!”                      | –       | –       | 5       | 80      | –       | –       | –       | –       | –       | –       | –       | 77      | 119     | Scream             |
| 2007 | „Scream”                               | –       | –       | –       | –       | –       | –       | –       | –       | 1       | –       | –       | –       | 39      | Scream             |
| 2008 | „Don’t Jump”                           | –       | –       | –       | –       | –       | –       | –       | –       | –       | –       | –       | –       | –       | Scream             |
| 2008 | „Heilig”                               | –       | –       | –       | –       | –       | –       | 11      | –       | –       | –       | –       | –       | –       | Zimmer 483         |
| 2009 | „Automatisch”                          | 5       | 14      | –       | –       | –       | –       | 2       | –       | –       | –       | 44      | –       | –       | Humanoid           |
| 2009 | „Automatic”                            | –       | –       | 16      | –       | –       | –       | –       | –       | –       | 36      | –       | –       | –       | Humanoid           |
| 2010 | „World Behind My Wall”                 | –       | –       | –       | –       | –       | –       | 13      | –       | –       | –       | –       | –       | –       | Humanoid           |
| 2010 | „Lass uns laufen”                      | –       | –       | –       | –       | –       | –       | –       | –       | –       | –       | –       | –       | –       | Humanoid           |
| 2010 | „Dark Side of the Sun” (live) (promo)  | –       | –       | –       | –       | –       | –       | –       | –       | –       | –       | –       | –       | –       | Humanoid City Live |
| 2010 | „Hurricanes and Suns” (promo)          | –       | –       | –       | –       | –       | –       | –       | –       | –       | –       | –       | –       | –       | Best Of TH         |
| 2010 | „Mädchen aus dem All” (promo)          | –       | –       | –       | –       | –       | –       | –       | –       | –       | –       | –       | –       | –       | Best Of TH         |
| 2014 | „Run Run Run” (promo)                  | –       | –       | –       | –       | –       | –       | 80      | –       | –       | –       | –       | –       | –       | Kings of Suburbia  |
| 2014 | „Girl Got a Gun” (promo)               | –       | –       | –       | –       | –       | –       | 108     | –       | –       | –       | –       | –       | –       | Kings of Suburbia  |
| 2014 | „Love Who Loves You Back”              | 38      | 39      | –       | –       | –       | –       | 88      | –       | –       | –       | 65      | –       | –       | Kings of Suburbia  |
| 2015 | „Feel It All”                          | –       | –       | –       | –       | –       | –       | –       | –       | –       | –       | –       | –       | –       | Kings of Suburbia  |
| 2016 | „Something New”                        | –       | –       | –       | –       | –       | –       | –       | –       | –       | –       | –       | –       | –       | Dream Machine      |
| 2017 | „What If”                              | –       | –       | –       | –       | –       | –       | –       | –       | –       | –       | –       | –       | –       | Dream Machine      |
| 2017 | „Boy Don’t Cry”                        | –       | –       | –       | –       | –       | –       | –       | –       | –       | –       | –       | –       | –       | Dream Machine      |
| 2017 | „Easy”                                 | –       | –       | –       | –       | –       | –       | –       | –       | –       | –       | –       | –       | –       | Dream Machine      |
| 2019 | „Melachonic Paradise”                  | –       | –       | –       | –       | –       | –       | –       | –       | –       | –       | –       | –       | –       | —                  |
| 2019 | „When It Rains It Pours”               | –       | –       | –       | –       | –       | –       | –       | –       | –       | –       | –       | –       | –       | —                  |
| 2019 | „Chateau”                              | –       | –       | –       | –       | –       | –       | –       | –       | –       | –       | –       | –       | –       | —                  |
| 2020 | „Durch den Monsun 2020”/„Monsoon 2020” | –       | –       | –       | –       | –       | –       | –       | –       | –       | –       | –       | –       | –       | 2001               |
| 2020 | „Berlin” (gościnnie: VVAVES)           | –       | –       | –       | –       | –       | –       | –       | –       | –       | –       | –       | –       | –       | 2001               |
| 2021 | „White Lies” (gościnnie: VIZE)         | 13      | 17      | –       | –       | –       | –       | –       | –       | –       | –       | 72      | –       | –       | 2001               |
| 2021 | „Here Comes the Night”                 | –       | –       | –       | –       | –       | –       | –       | –       | –       | –       | –       | –       | –       | 2001               |
| 2022 | „Bad Love”                             | –       | –       | –       | –       | –       | –       | –       | –       | –       | –       | –       | –       | –       | 2001               |
| 2022 | „HIM”                                  | –       | –       | –       | –       | –       | –       | –       | –       | –       | –       | –       | –       | –       | 2001               |
| 2022 | „When We Were Younger”                 | –       | –       | –       | –       | –       | –       | –       | –       | –       | –       | –       | –       | –       | 2001               |
| 2022 | „Happy People” (gościnnie: Daði Freyr) | –       | –       | –       | –       | –       | –       | –       | –       | –       | –       | –       | –       | –       | 2001               |
| 2023 | "Your Christmas"                       | -       | -       | -       | -       | -       | -       | -       | -       | -       | -       | -       | -       | -       | -                  |
| 2024 | "The Weekend"                          | -       | -       | -       | -       | -       | -       | -       | -       | -       | -       | -       | -       | -       | -                  |
| 2024 | "Home" (from Kaulitz & Kaulitz)        | -       | -       | -       | -       | -       | -       | -       | -       | -       | -       | -       | -       | -       | -                  |
| 2025 | "Hands up"                             | -       | -       | -       | -       | -       | -       | -       | -       | -       | -       | -       | -       | -       | -                  |
| 2025 | "How to Love"                          | -       | -       | -       | -       | -       | -       | -       | -       | -       | -       | -       | -       | -       | -                  |

### We współpracy z innymi artystami
| Rok  | Tytuł                                                 | Album        | Uwagi                                                                 |
| ---- | ----------------------------------------------------- | ------------ | --------------------------------------------------------------------- |
| 2010 | „Strange” (wraz z Kerli)                              | Almost Alice | Utwór znalazł się na ścieżce dźwiękowej filmu Alicja w Krainie Czarów |
| 2013 | „I Am” (wraz z Rock Mafia, Wyclef Jean, David Correy) | I Am         | Utwór wykorzystano w kampanii NFL Characters Unite.                   |

### Single charytatywne
| Tytuł            | Album                                                            | Uwagi |
| ---------------- | ---------------------------------------------------------------- | --- |
| „Instant Karma!” | Instant Karma: The Amnesty International Campaign to Save Darfur | Utwór nagrany na rzecz kampanii Amnesty International, której celem jest zażegnanie kryzysu w Darfurze. Część ogólnoświatowego projektu „Make Some Noise”. |

## Albumy wideo
| 2005                           | Leb die Sekunde – Behind the Scenes - Data: 2 grudnia 2005 - Wydawca: Universal (#060075302533) - Format: DVD | 13 | 1 | — | — | — | — | 4 | — | — | — | — | - AUT: platyna - GER: 2× platyna - FRA: 3× platyna |
| 2006                           | Tokio Hotel: Schrei Live - Data: 7 kwietnia 2006 - Wydawca: Universal (#060249854971) - Format: DVD           | —  | 1 | — | — | — | — | 3 | — | — | — | — | - AUT: platyna - FRA: 3× platyna                   |
| 2007                           | Zimmer 483 – Live In Europe - Data: 30 listopada 2007 - Wydawca: Universal (#060251742984) - Format: DVD      | 1  | 3 | 1 | 2 | 2 | — | 1 | 1 | 1 | — | — | - POR: platyna - FRA: diament                      |
| 2008                           | Tokio Hotel TV – Caught on Camera - Data: 5 grudnia 2008 - Wydawca: Universal (#426017874001) - Format: DVD   | 2  | 5 | 2 | 4 | 2 | 3 | 1 | 1 | 1 | 2 | 6 | - POR: złoto - ITA: złoto - FRA: 2× platyna        |
| 2010                           | Humanoid City Live - Data: 16 lipca 2010 - Wydawca: Universal - Format: DVD                                   | —  | 5 | 3 | 1 | — | 1 | 2 | — | — | — | — |                                                    |
| „–” pozycja nie była notowana. | |    |   |   |   |   |   |   |   |   |   |   |                                                    |

## Teledyski
| Rok  | Tytuł                          | Reżyseria                           |
| ---- | ------------------------------ | ----------------------------------- |
| 2005 | „Durch den Monsun”             | Sandra Marschner                    |
| 2005 | „Schrei”                       | Zoran Bihac                         |
| 2006 | „Rette mich”                   | Katja Kuhl                          |
| 2006 | „Der letzte Tag”               | Christopher Häring                  |
| 2006 | „Wir schließen uns ein”        | Christopher Häring                  |
| 2007 | „Übers Ende der Welt”          | Christopher Häring & Daniel Warwick |
| 2007 | „Spring nicht”                 | Jörn Heitmann                       |
| 2007 | „Monsoon”                      | Daniel Siegler                      |
| 2007 | „Ready, Set, Go!”              | Christopher Häring & Daniel Warwick |
| 2007 | „An deiner Seite (Ich bin da)” | Hoffmann, Benzner, Roth & Jost      |
| 2007 | „By your side”                 | Hoffmann, Benzner, Roth & Jost      |
| 2007 | „1000 Meere”                   | Daniel Siegler                      |
| 2007 | „Scream”                       | Katja Kuhl                          |
| 2008 | „Don’t jump”                   | Ingo Georgi                         |
| 2009 | „Automatic”                    | Craig Wessels                       |
| 2009 | „Automatisch”                  | Craig Wessels                       |
| 2009 | "World behind my wall"         | Hoffmann, Benzner, Roth & Jost      |
| 2009 | „Lass uns laufen”              | Hoffmann, Benzner, Roth & Jost      |
| 2010 | „Darkside of the Sun”          | Jim Gable                           |
| 2010 | „Hurricanes And Suns”          | Sebastian Steffens                  |
| 2010 | „Mädchen aus dem All”          | Sebastian Steffens                  |
| 2014 | „Run, Run, Run”                | Gianluca Fellini                    |
| 2014 | „Girl Got a Gun”               | Kris Moyes                          |
| 2014 | "Love Who Loves You Back"      | Marc Klasfeld                       |
| 2015 | „Feel It All”                  | Mattias Erik Johansson              |
| 2017 | „Something New”                | Kris Moyes                          |
| 2017 | „What If”                      | Barış Aydınlı                       |
| 2017 | „Boy Don’t Cry”                | Bariş Aydınlı                       |
| 2017 | „Easy”                         | Dominik Wilzok                      |
| 2019 | „Melancholic Paradise”         |                                     |
| 2019 | „Chateau”                      | Bariş Aydınlı                       |
| 2020 | „Durch den Monsun 2020”        | Kris Moyes                          |
| 2020 | „Berlin”                       |                                     |
| 2021 | „White Lies”                   | Barış Aladağ                        |
| 2021 | „Behind Blue Eyes”             | Barış Aladağ                        |
| 2022 | „Bad Love”                     | Laurent Noichl                      |
| 2022 | „HIM”                          | Barış Aladağ                        |
| 2022 | „When We Were Younger”         |                                     |
| 2022 | „Just a Moment”                |                                     |